# Jakob Breum
Jakob Breum Martinsen (Odense, 17 november 2003) is een Deens voetballer die doorgaans speelt als aanvallende middenvelder of vleugelspeler. In juli 2023 verruilde hij Odense BK voor Go Ahead Eagles.

## Clubcarrière
Breum speelde in de jeugd van Ubberud en kwam via Næsby BK in de opleiding van Odense BK terecht. Bij die club maakte hij ook zijn professionele debuut, op 7 juni 2020 in de Superligaen tegen Esbjerg fB in het eigen Odensestadion. De wedstrijd ging met 3–1 gewonnen en Breum mocht van coach Jakob Michelsen in de blessuretijd van de tweede helft invallen voor Mads Frøkjær-Jensen. Zijn eerste doelpunt in het eerste elftal volgde een seizoen later, op 1 oktober 2021 tegen Vejle BK. Hij mocht negen minuten voor het einde van de wedstrijd invallen en besliste met een treffer de uitslag op 6–0. Anderhalve maand later tekende Breum een nieuw contract bij de club, tot medio 2026.
In juni 2023 maakte Go Ahead Eagles bekend de Deense vleugelspeler te hebben aangetrokken. Hij zette bij zijn nieuwe club zijn handtekening onder een verbintenis voor de duur van vier seizoenen, ingaande per juli van dat jaar. Gedurende zijn eerste seizoen speelde Breum vooral als vleugelspeler, maar tijdens zijn tweede jaar stelde trainer Paul Simonis hem vaker op als aanvallende middenvelder. Met Go Ahead Eagles won hij de KNVB Beker in zijn tweede seizoen. In de finale kon Breum niet meedoen door een in februari 2025 opgelopen voetblessure.

## Clubstatistieken
| Seizoen | Club            | Competitie  | Competitie | Competitie | Beker | Beker | Internationaal | Internationaal | Totaal | Totaal |
| Seizoen | Club            | Competitie  | Wed.       | Dlp.       | Wed.  | Dlp.  | Wed.           | Dlp.           | Wed.   | Dlp.   |
| ------- | --------------- | ----------- | ---------- | ---------- | ----- | ----- | -------------- | -------------- | ------ | ------ |
| 2020/21 | Odense BK       | Superligaen | 3          | 0          | 0     | 0     | —              | —              | 3      | 0      |
| 2021/22 | Odense BK       | Superligaen | 21         | 4          | 5     | 0     | —              | —              | 26     | 4      |
| 2022/23 | Odense BK       | Superligaen | 21         | 0          | 1     | 0     | —              | —              | 22     | 0      |
| 2023/24 | Go Ahead Eagles | Eredivisie  | 34         | 3          | 3     | 0     | —              | —              | 37     | 3      |
| 2024/25 | Go Ahead Eagles | Eredivisie  | 26         | 10         | 3     | 1     | 2              | 0              | 31     | 11     |
| Totaal  | Totaal          | Totaal      | 105        | 17         | 12    | 1     | 2              | 0              | 119    | 18     |

Bijgewerkt op 7 juni 2025.

## Erelijst
| KNVB Beker | 1 | 2024/25 |